# Parishes van Dominica
Dominica is onderverdeeld in tien parishes. Deze parishes hebben geen hoofdstad.
| #  | Parish        | Opp. (km²) | Inw. (2001) | Kaart                 |
| -- | ------------- | ---------- | ----------- | --------------------- |
| 1  | Saint Andrew  | 165        | 9.411       | Parishes van Dominica |
| 2  | Saint David   | 120        | 6.043       | Parishes van Dominica |
| 3  | Saint George  | 55         | 21.241      | Parishes van Dominica |
| 4  | Saint John    | 65         | 5327        | Parishes van Dominica |
| 5  | Saint Joseph  | 110        | 5765        | Parishes van Dominica |
| 6  | Saint Luke    | 15         | 1571        | Parishes van Dominica |
| 7  | Saint Mark    | 15         | 1907        | Parishes van Dominica |
| 8  | Saint Patrick | 100        | 8383        | Parishes van Dominica |
| 9  | Saint Paul    | 65         | 8397        | Parishes van Dominica |
| 10 | Saint Peter   | 40         | 1452        | Parishes van Dominica |